# 大町西公園站
大町西公園站（日语：／ Ōmachi-nishi-kōen eki */?）是一個位於日本宮城縣仙台市青葉區大町二丁目，屬於仙台市地下鐵東西線的地鐵站。車站編號是T05。副站名是「菓匠三全  本店前」（2020年3月31日為止）。

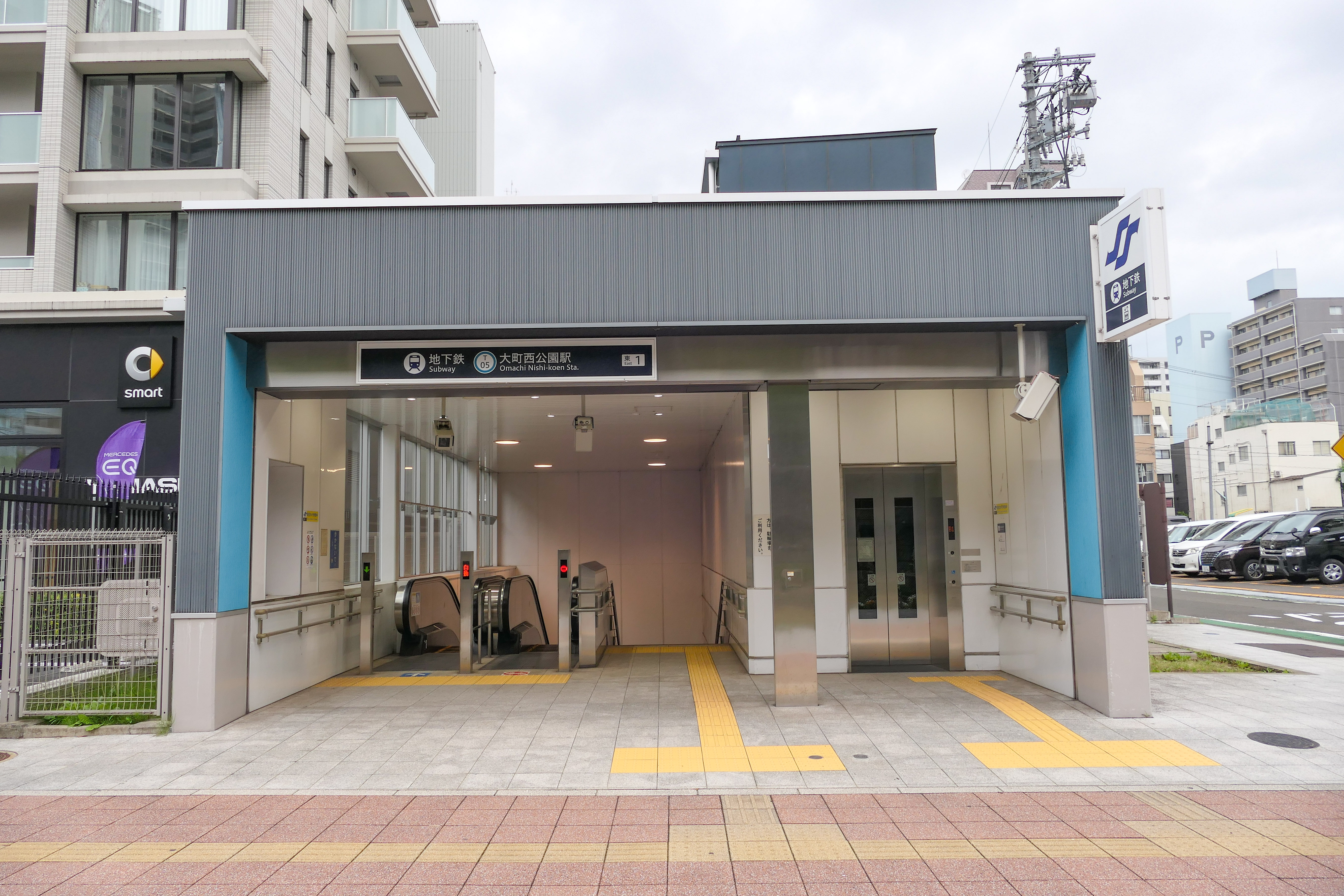
東1出入口(2024年6月)

## 車站結構

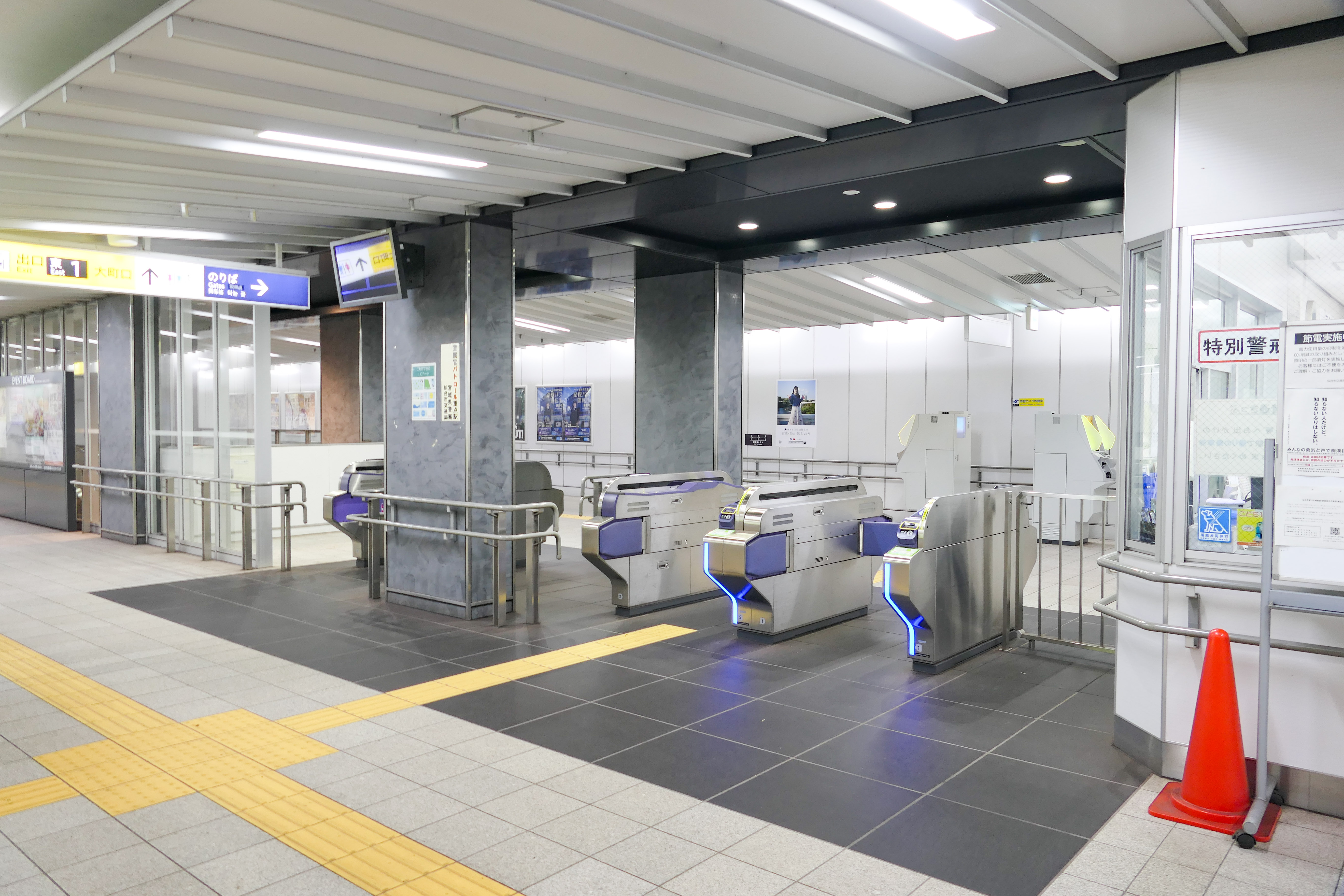
驗票口(2024年6月)

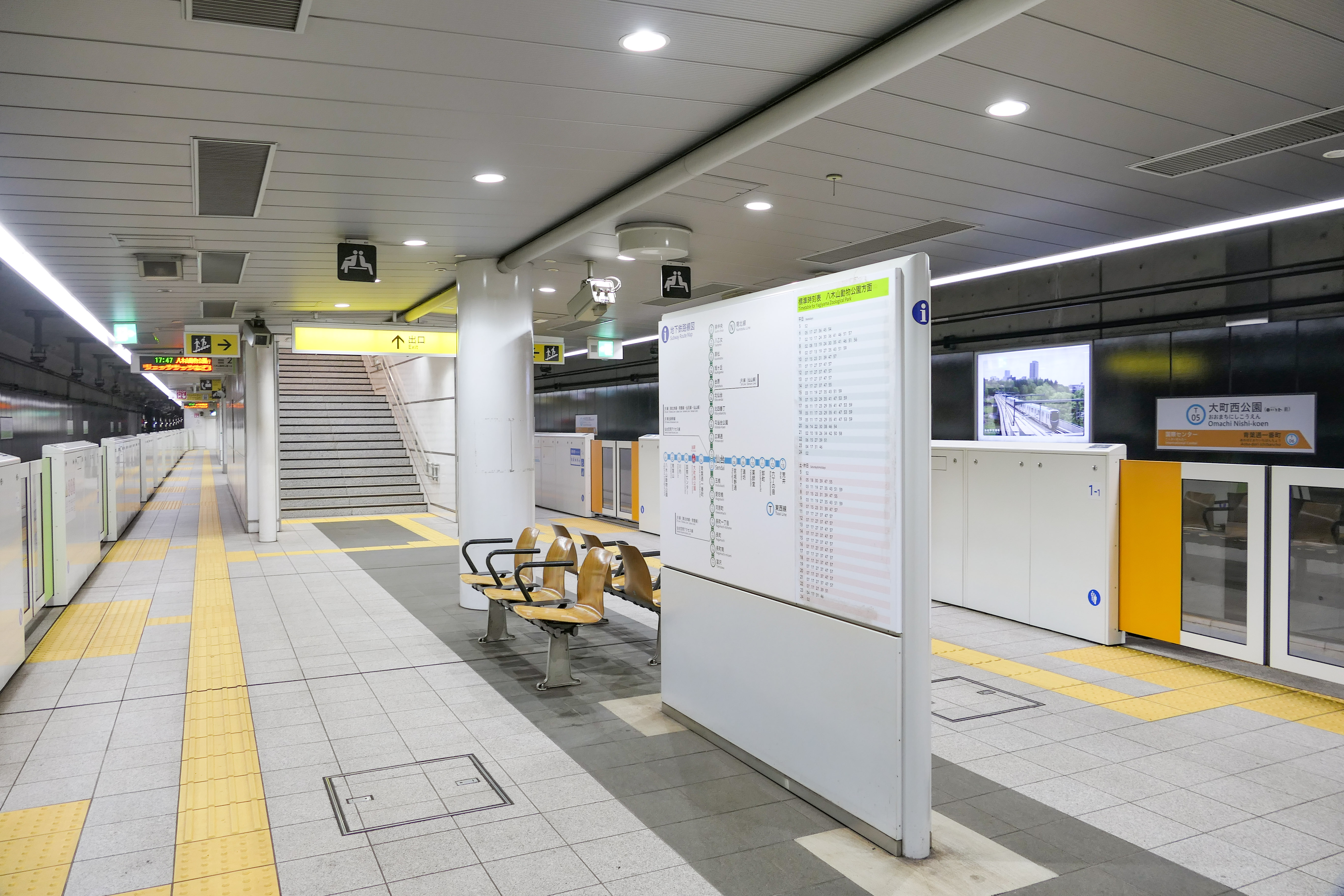
1號與2號月台(2024年6月)

本站位於西公園通、青葉通與大町通的交差點（大町交差點）下方。月台位於地下3樓。八木山動物公園站方向設有渡線，可以往荒井站方向進行折返運行。

### 月台配置
| 月台 | 路線     | 目的地             |
| ---- | -------- | ------------------ |
| 1    | ■ 東西線 | 仙台、荒井方向     |
| 2    | ■ 東西線 | 八木山動物公園方向 |

## 使用情況
| 上車人次推移 | 上車人次推移     |
| 年度         | 一日平均上車人次 |
| ------------ | ---------------- |
| 2015         | 1,608            |
| 2016         | 1,920            |
| 2017         | 2,212            |

- 2017年度（平成29年度）
  - 1日平均上車人數：2,212人[2]

一日平均上車人次（單位：人/日）

## 歷史
- 2008年：着工。
- 2015年12月6日：開業。

## 相鄰車站
仙台市地下鐵
■ 東西線
國際中心（T04）－大町西公園（T05）－青葉通一番町（T06）

## 外部連結
- 仙台市交通局 東西線** 大町西公園駅 建設概要
  - 大町西公園駅 デザイン
  - 西公園工区 建設工事の進捗状況
  - （页面存档备份，存于）